# Peter Yang Pai Te
Peter Yang Pai Te (Shandong, Xina, 1921 - Barcelona, 7 de març de 2014) s'ordenà sacerdot catòlic, estudià medicina, fundà el primer restaurant xinès de Barcelona i fou pioner de la divulgació del Tai-txi i el Txi-kung a l'Estat espanyol.

## Sacerdot i metge
Nascut el 1921 en un poble de la provincia de Shandong, a la Xina, de pare agricultor i acupuntor, Peter Yang Pai-te fou ordenat sacerdot catòlic l'any 1947, als 26 anys. Becat pel govern de Franco, dos anys després de la seva ordenació arribà a Espanya amb la intenció de passar-hi tres anys i tornar al seu país. Un cop a Madrid abandona la carrera de Filosofia i Lletres al poc d'haver-se matriculat. A 1951 entra a la facultat de Medicina de Valladolid, carrera que prossegueix a la Universitat de Barcelona on el 7 de juny de 1957 es llicencia en Medicina i Cirurgia.
Des d'aleshores viurà fins als darrers anys al pis que fou conegut com a "Hogar de los Chinos", a la Plaça Vila de Madrid de Barcelona, que inicialment va servir d'aixopluc de refugiats catòlics xinesos, alguns d'ells també capellans, que com ell fugien de la Xina maoista de Mao Tse Tung. D'ençà de l'any 1965, i pràcticament fins a la seva jubilació, celebra missa de dotze a la Catedral de Barcelona.

## Emprenedor
A 1958 inaugura el Restaurant Gran Dragón, un establiment situat al carrer Ciutat de Barcelona i que es considera el primer restaurant xinès de l'Estat Espanyol. El primer local que va ocupar fou al número 5 del carrer Ciutat, cantonada amb el carrer Reda de Sant Just. Obrí amb capacitat per a 60 persones distribuïdes en 15 taules i una carta de cent plats on l'estrella eren els rotllos de primavera. Tancà a finals dels anys 70 per problemes econòmics. Aquesta activitat seva, no gaire ben vista per les autoritats eclesiàstiques del moment, fracassa econòmicament i el restaurant va tancar les portes.
Va traçar el camí per a l'obertura d'altres restaurants xinesos de Barcelona com el Ciudad Prohibida del passatge Colom, el Hong Kong del carrer Calàbria o el Pekín que obrí al carrer Córsega. Uns 25 anys després de l'obertura del primer restaurant xinès, el 1983, entre els 2.200 restaurants de Barcelona n'hi havia 55 que oferien cuina xinesa inspirats en el Gran Dragón.

## Pensament cristià taoista
Als inicis de la dècada dels 1970 crea l'Instituto Español de Tai-Chi, que donarà origen a iniciatives com l'Associació Tai-Chi Zen Peter Yang i la Fundació Tai-Chi Zen Cristiano. El 1979 funda el "Rincón del Silencio", on imparteix una filosofia molt personal en la qual figuren elements taoistes i cristians. Aquestes activitats, la seva simpatia i amabilitat personal, juntament amb l'aparició en programes televisius (TV3) el van convertir en un personatge popular. Per aquestes activitats i d'altres de similars és considerat l'introductor a Espanya del Tai-Txí.
Considerava que el Tai-txi permetia viure millor i sentir i assaborir més la vida, i a ell li anava bé com a teràpia per a millorar la seva salut, dolenta per una tuberculosi als ossos. Definia el Txi-kung com "l'art de viure i respirar". La seva peculiar "visió zen cristiana" es basa a unir la cultura natural taoista amb la religió cristiana per abraçar la multiplicitat amb la pau i la unitat i es concreta amb les nou etapes del fresquet-caloreta. Al llibre entrevista Chi kung cristiano explicava que el Tao es basa en el camí que cadascú ha de recórrer, i que només Jesús de Natzaret va dir: "Jo sóc el camí i la vida". Per a difondre aquest pensament fundà el centre de tai-txi Rincón del Silencio, al número 133 del carrer Floridablanca de Barcelona el 1979, i organitzà convivències de tai-txi a Espanya, Alemanya, Àustria i Mèxic.
El pare Peter Yang morí a Barcelona el 7 de març de 2014 a l'edat de 93 anys. La Fundació Tai-Chi Zen Cristiano Peter Yang treballa per donar continuïtat al seu llegat.

## Obres
- "Tai-Chi: equibrio y armonía para todas las edades". Alas Editorial, 1977. ISBN 9788420300702.
- "Tai-Chi Zen: Maual de un fiel al Tao". En col·laboració amb els seus monitors de taijiquan. Alas Editorial, 1996. ISBN 9788420303765.
- "Txi Kung Cristià". ISBN 9788498834697. Publicacions L'Abadia de Montserrat, 2012. En col·laboració amb José Maria Prat.